# 理查德·海曼

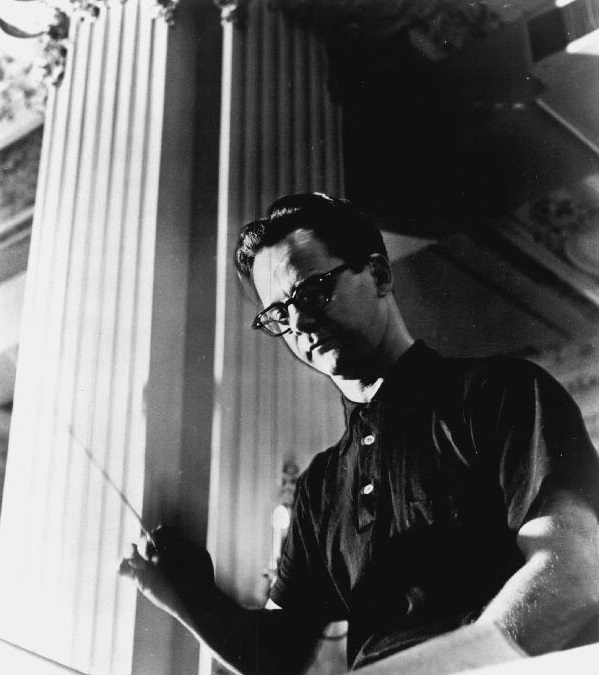
理查德·海曼,1966年

理查德·海曼（英語：Richard Hayman，1920年3月27日─2014年2月5日），是一名美国口琴演奏家、通俗音乐编曲和指挥家。

## 生平
1940年代，在米高梅电影公司从事编曲工作，并出品的《Girl Crazy》、《Meet Me in St.Louis》和《Thousands Cheer》等多部影片配乐，并因此名声大作。1945年至1950年间，除自己的乐团外，他还为沃恩·梦露的乐团担任音乐总监，是底特律交响乐团和圣路易斯交响乐团的客座指挥。他还为波士顿大众管弦乐团编曲长达30多年，并屡获殊荣。